# Château du Bois-du-Loup
Pour les articles homonymes, voir Bois du Loup.
Le château Bois-du-Loup est une ancienne demeure située à Augan, dans le Morbihan, en région Bretagne (France). Aujourd’hui en ruine, l’édifice est situé sur le domaine militaire de Coëtquidan. Délaissé et menacé de disparition, il appartient depuis 1910 au ministère des Armées.

## Localisation
Implanté dans le périmètre du camp militaire de Coëtquidan, le château est situé sur un coteau dominant la vallée de l'Oyon sur un versant du ruisseau du Vobulo à quelques centaines de mètres de la Route nationale 24. Il est entouré d'une vase zone boisée et de grandes landes giboyeuses au nord de la commune d'Augan, en limite du territoire communal de Campénéac . 

## Historique

### Seigneurie et ancien château
La terre du Bois-du-Loup était connue au IXe siècle sous la dénomination de « tigran de Botlowernoc ». Ce domaine (tigran) agricole et forestier, au centre duquel était érigée une habitation, vraisemblablement en bois, appartenait à un influent personnage nommé Riwalt d'Algam. Ce machtiern de la paroisse primitive d'Augan, né vers l'an 780, était un vassal du roi Nominoé. 
Plus tard, la bâtisse du Bois-du-Loup sera inscrite comme maison et métairies nobles aux réformations de 1440 à 1536. Depuis le XIIe siècle au moins, la seigneurie détenait un droit de haute, moyenne et basse justice, faisant de son propriétaire un noble de premier plan. 
Lors de la réformation du domaine royal de Ploërmel en 1679, la demeure est dite: « Seigneurie du Bois du Loup ». Elle était associée à un manoir fortifié, situé à environ 200 mètres au sud-est de l'emprise actuelle du château. Il reste aujourd’hui encore une partie du mur d’enceinte de cette bâtisse originelle ayant par la suite servi de carrière de pierres.  
Au XVe siècle, la seigneurie du Bois-du-Loup avait été le fief du chevalier Pierre Grégoire de Bellouan (dit Perrot de Bellouan) qui en portait le titre. Capitaine de l'artillerie du duc de Bretagne au siège de Champtoceaux en 1420, il fut capitaine de Ploërmel en 1426. Ses deux fils, Benoît et Guillaume de Bellouan, seront aussi lieutenants de Ploërmel après lui. Guillaume (chevalier qui portait aussi le titre de seigneur de la Ville-fief et fut un compagnon d'armes de Jeanne d'Arc après avoir été page de Richard de Bretagne) serait enseveli en l'église Saint-Armel de Ploërmel. 
La seigneurie passe ensuite aux mains des Maisons de Scépeaux, de Saint-Gilles, d'Arradon, d'Yvignac, de Coetquen, d'Albret et Larcher. 
Jean-François Larcher, seigneur du Bois du Loup, colonel de dragons du roi, fit agrandir la demeure initiale en 1686 lui donnant l'allure de ce qui fut l'ancien château du Bois-du-Loup. Originaire de la Touche-Larcher en la paroisse voisine de Campénéac, la famille Larcher avait hérité du domaine du Bois-du-Loup en 1660 par mariage. En 1732, Isidore Larcher, fils cadet du bâtisseur, s’établit au château de la Touraille, laissant la propriété du Bois-du-Loup aux descendants de son frère ainé, décédé quelques années auparavant. Son fils, le soldat-philosophe Jean Chrysostome Larcher, comte de la Touraille, décapité à Paris le 8 thermidor de l'an II, a vu le jour au château du Bois-du-Loup le 5 avril 1720.
Le 19 janvier 1790, le château du Bois-du-Loup sera envahi par des émeutiers réclamant l'abolition des droits féodaux. Le châtelain, Auguste-Hyacinthe de Langan, sera soupçonné d'avoir été l'un des inspirateurs de la révolte paysanne dont il fut présumé victime.
L’ancien château du Bois-du-Loup figure sur le cadastre de 1812 mais il n'en existe aucune représentation connue. Une chapelle et de nombreuses dépendances lui étaient attachées.

### Le château neuf

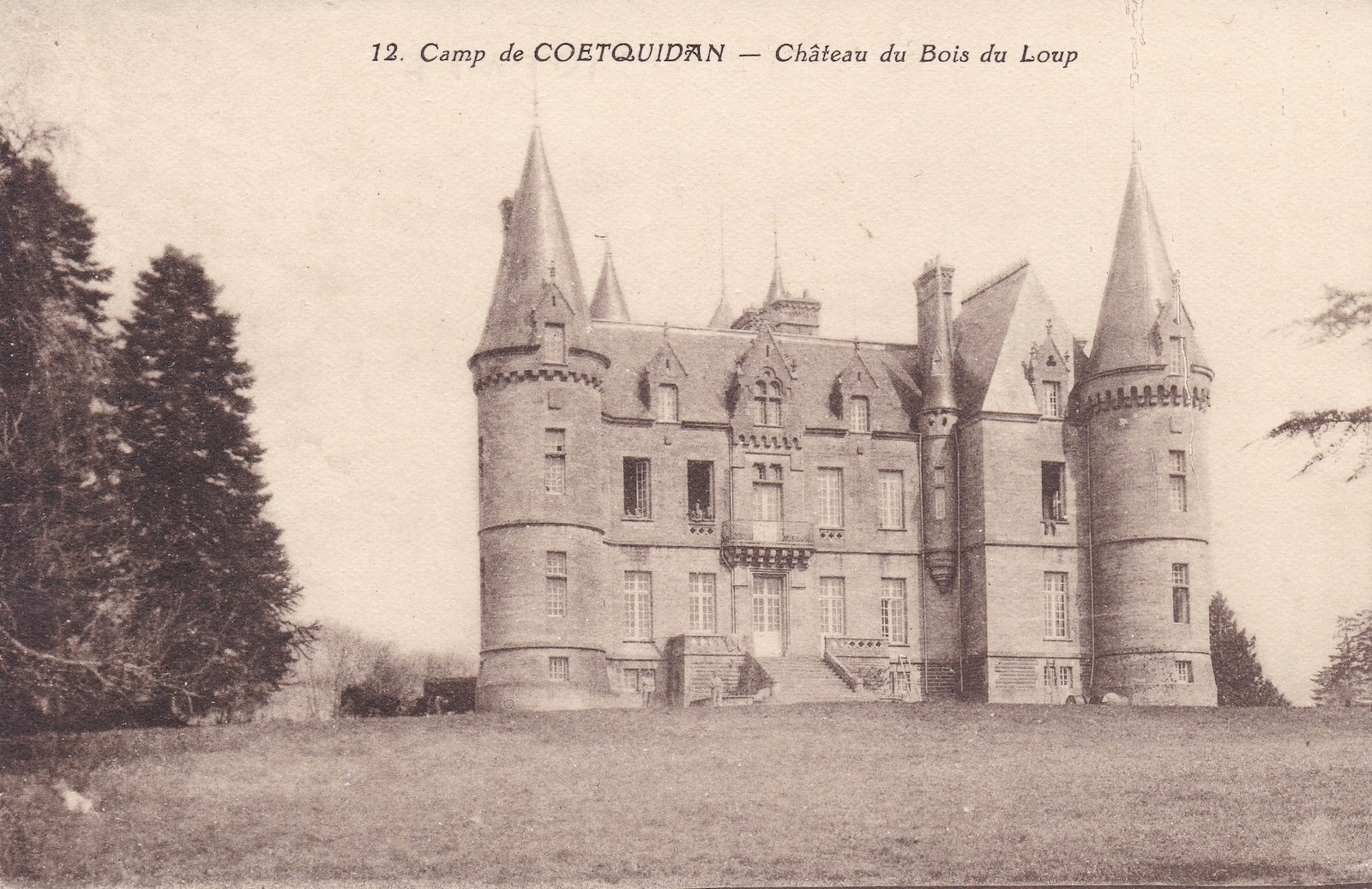
Le château du Bois-du-Loup (carte postale, vers 1925).

L’édifice, de style néogothique, visible aujourd’hui à l’état de ruine, a été construit entre 1871 et 1874 sur commande du comte Roland des Clos de la Fonchais[réf. souhaitée]. L’ancien château, acquis en 1805 par Adolphe de la Fonchais, avait été totalement démoli, ainsi que l’ensemble des communs, pour faire place à une construction neuve en moellons de schiste enduit.  
La famille des Clos de la Fonchais a été expropriée d’une partie significative de ses terrains en 1880, deux ans à peine après la fin des travaux de rénovation, dans le cadre de la création du champ de tir d’artillerie de ce qui deviendra le camp militaire de Coëtquidan en 1945. À l’état neuf, mais très fortement déprécié, le château est finalement cédé à l’État le 16 avril 1910. La famille de la Fonchais se retire alors au château des Landrieux, bâti à quelques kilomètres au sud-ouest.
Entre 1911 et 1940, le château du Bois-du-Loup est occupé et entretenu par l’Armée française qui l’utilise comme lieu de cantonnement pour ses officiers d’état-major en manœuvres. Il est notamment affecté au commandement de la compagnie des aérostiers de Toulouse à la fin des années 1930.
Le complexe de baraquements qui jouxte toujours les ruines du château a été construit par des Républicains espagnols, réfugiés à Coëtquidan en 1939. Ces 5 bâtiments parallèles sont construits avec les moellons de schistes récupérés sur les ruines des 37 habitations qui constituaient le village environnant. Au début de la Seconde Guerre mondiale, ils seront affectés au casernement d'une garnison polonaise.
L’armée allemande prend possession du château en juin 1940. Elle l'occupe durant toute la période d'Occupation, jusqu’à la Libération de la Bretagne en juin et juillet 1944.
Le château du Bois-du-Loup est détruit par l’armée américaine lors de son séjour à Coëtquidan entre janvier et juin 1945. Pris pour cible lors d'une série d'exercices de tirs d'artillerie et de bombardements, il ne sera jamais restauré et est aujourd'hui sur le point de s’effondrer.

## Description et exposition
La façade principale entièrement, en pierres de taille, est orientée au sud-est. La façade nord mixe des encadrements et des ouvertures en granite et murs en schiste pourpre. L’emprise au sol du bâtiment est de 650 m2. La surface habitable avoisinait les 2 000 m2 avant la destruction.
Le château, à l’état de ruines depuis 1945, était entouré autrefois d’un important village composé d’une quarantaine de maisons. Les habitants ont été expropriés par le Ministère de la Guerre en 1910. Une chapelle se situait à l’arrière du château, vers le nord.
Beaucoup des arbres qui ornaient le parc du château ont subsisté malgré l'abandon du domaine. Certains spécimens multiséculaires, notamment des cyprès de Lambert, sont répertoriés à l'inventaire des arbres remarquables du département du Morbihan. 

## Personnalités associées au château du Bois-du-Loup
- Jean Chrysostome Larcher, comte de la Touraille, militaire et écrivain exécuté à la Révolution ;
- François Xavier de Bellevüe, homme politique, érudit et écrivain d'Augan transmetteur de l'histoire du Bois-du-Loup[4].